# Lagos Open 1987
Il Lagos Open 1987 è stato un torneo di tennis facente parte della categoria ATP Challenger Series nell'ambito dell'ATP Challenger Series 1987. Il torneo si è giocato a Lagos in Nigeria dal 16 al 22 febbraio 1987 su campi in cemento.

## Vincitori

### Singolare
Jorge Lozano ha battuto in finale  Nduka Odizor con il punteggio di 6–4, 6–4

### Doppio
Lloyd Bourne /  Jeff Klaparda hanno battuto in finale  Loic Courteau /  Éric Winogradsky con il punteggio di 6–7, 6–2, 7–6